# TVP ABC
TVP ABC — детский телеканал Польского телевидения, запущенный 15 февраля 2014. Первый в истории телевидения Польши детский телеканал.

## История
В январе 2013 года Государственный совет радиосвязи и телевидения учредил конкурс на четыре новых телеканала, и Управление Польского телевидения объявило о подаче заявки на получение лицензии для детского телеканала. 5 июля 2013 Государственный совет принял резолюцию, по которой медиагруппа Telewizja Polsat получала лицензию на новый телеканал под названием Polsat Kids.
15 февраля 2014 в 6:55 началось вещание телеканала в формате DVB-T, о чём было объявлено в полночь. В создании графического оформления телеканала участвовала группа Minds Up, автором музыкальных тем стал Томаш Стоберский. Телеканал доступен для абонентов сети NC+ и кабельных сетей. С 1 марта 2014 на телеканале показываются рекламные блоки, а вещание длится до 22:00.
С 2014 года на телеканале выходила авторская передача о путешествиях для детей, ведущей которой была известная 10—11-летняя Нела Маленькая Репортёрка.